# 文殊山石窟
文殊山石窟，位于中国甘肃省肃南裕固族自治县，是一处早期佛教遗存，属凉州模式石窟的范围内。全境分为前山和后山两个区域，由文殊寺、百子楼、普化寺、千佛洞，万佛塔、五百罗汉堂、观音洞，等七部分组成。共有遗存石窟131座，根据形制、功能，可分为中心柱窟、禅窟、僧房窟、佛殿窟等类型。其中有早期中心柱窟8座，禅窟1座，窟前寺院遗址20余处，魏、晋、隋、唐、（西夏）、元、明、清不同时期的洞窟三十余个，保存有佛像500余身，壁画1200多平方米。2001年6月25日公布为第五批全国重点文物保护单位。
前山万佛洞的《弥勒上生经变》壁画高2.3米，宽3.05米，绘制了宫殿楼阁12座，大小人物239人，画面中心，弥勒菩萨身着藏式服饰，为诸天和众生说法。
文殊山石窟的具体开创年代不明，目前有北凉说和北魏说，现存元代泰定三年（1326）所建《重修文殊寺碑》记：“所观文殊圣寺古迹，建立已经八百年矣”。从1326年上推800年，即526年，为北魏孝昌二年，说明北魏孝昌年间以前文殊寺已经建立。
北京大学考古系宿白教授提出的“凉州模式”说认为：“凉州模式似可分为两个阶段：早期可参考天梯山残存的遗迹，酒泉等地出土的五凉石塔和炳灵第一期龛像；晚期可参考肃南金塔寺、酒泉文殊山前山千佛洞和炳灵第二期龛像。”1994年，北京大学考古系研究生对河西早期石窟进行了考察，之后暨远志撰文认为文殊山前期洞窟（第9、10、11、12窟）和后期洞窟（第7、8、1、2、3、4窟）没有明确的分界线，属北魏太和及稍后的北魏时期。
清乾隆《重修肃州新志》载：“文殊山，（酒泉）城西南三十里。山硖之内，凿山为洞。盖房为寺，内塑佛像。近年又修庵阁，曰黑窑洞、曰红门寺、曰大士清庵、曰台子寺、曰接引殿、曰亥母洞、曰圆觉庵、曰千佛阁、曰观音堂、曰玉皇阁，故碉无数，旧称有三百禅室，号曰小西天。增废先后无常，大约皆是唐贞观中所遗也，岁久俱湮废。维台子寺、玉皇阁尚存，今有喇嘛三百余人，住持大寺。其西有缁衣僧，募建圣寿寺，内有元太子喃答失重修碑记刊名。两山南北对峙，中有药泉水东流。”清人《重修肃州新志稿》记载：“山峡之内，凿山为洞，建屋为寺，俗称三百禅室，号曰‘小西天'。”清光绪三年（1877年），文殊寺院遭战火焚毁。